# (4091) Lowe
(4091) Lowe ist ein Hauptgürtelasteroid, der am 7. Oktober 1986 von Ted Bowell vom Lowell-Observatorium aus entdeckt wurde.